# Предгорненское сельское поселение
Предгорненское се́льское поселе́ние — муниципальное образование в Урупском районе Карачаево-Черкесии Российской Федерации.
Административный центр — село Предгорное.

## История
Статус и границы сельского поселения установлены Законом Карачаево-Черкесской Республики от 6 марта 2006 года № 13-РЗ «от 24 февраля 2004 года № 84-РЗ «Об административно-территориальном устройстве Карачаево-Черкесской Республики»

## Население
| 2002 | 2010 | 2012 | 2013 | 2014  | 2015 | 2016 |
| ---- | ---- | ---- | ---- | ----- | ---- | ---- |
| 643  | ↗807 | ↗826 | ↘810 | ↗817  | →817 | ↘814 |
| 2017 | 2018 | 2019 | 2020 | 2021  | 2023 | 2024 |
| ↘812 | ↘801 | ↘798 | ↘789 | ↗1006 | ↘985 | ↗987 |
| 2025 |      |      |      |       |      |      |
| →987 |      |      |      |       |      |      |

## Состав сельского поселения
| № | Населённый пункт | Тип населённого пункта       | Население |
| - | ---------------- | ---------------------------- | --------- |
| 1 | Ершов            | хутор                        | ↗234      |
| 2 | Первомайский     | хутор                        | ↗11       |
| 3 | Подскальное      | село                         | ↗246      |
| 4 | Предгорное       | село, административный центр | ↗515      |